# Paragoniastrea
Genre
Paragoniastrea est un genre de coraux durs de la famille des Meandrinidae.

## Liste d'espèces
Selon World Register of Marine Species (19 février 2019) :
- Paragoniastrea australensis Milne Edwards, 1857
- Paragoniastrea deformis Veron, 1990
- Paragoniastrea russelli Wells, 1954

## Publication originale
- Huang, Benzoni & Budd in Huang et al, 2014 : Towards a phylogenetic classification of reef corals: the Indo-Pacific genera Merulina , Goniastrea and Scapophyllia (Scleractinia, Merulinidae). Zoologica Scripta, vol. 43, pp. 531-548 (introduction) (en).